# Marxists Internet Archive

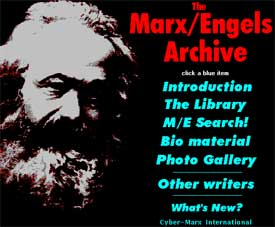
El precursor del Archivo de Internet de los Marxistas fue el Archivo Marx-Engels, disponible en Internet desde 1993.

El Marxists Internet Archive (también llamado MIA) es una biblioteca virtual multilingüe, colaborativa y no comercial que se dedica a recopilar textos de autores marxistas distribuidos bajo licencia de Creative Commons. Cuenta también con una sección de "Archivos suplementarios" donde se ubican escritos de autores que no puede incluirse como marxistas aunque aportan, de algún modo a la comprensión del marxismo (anarquismo, socialdemocracia, socialismo utópico, etc.). La sección en inglés (la más completa de todas) incluye entre sus "Archivos suplementarios" textos de psicología, la Revolución francesa y ciencias naturales entre otros.
En 2017, MIA cuenta con 70 voluntarios activos de 33 países del mundo entero. Contiene escritos de 850 autores que cubren por lo general los últimos 200 años. Los textos están disponibles en 63 idiomas y representan un total de 180.000 documentos, todos creados por los voluntarios.

## Historia
El archivo fue creado en 1990 por una persona conocida por su seudónimo, Zodiac, que empezó a transcribir las obras de Marx y Engels. En 1993, el material acumulado fue subido a un gopher y se unieron voluntarios que ayudaron a ampliar el archivo y crearon webs espejos alojadas en servidores de universidades y organizaciones progresistas de los Estados Unidos, Canadá, África del Sur, Australia y Reino Unido. Pero a finales de 1995 casi todas habían sido cerradas.
En 1996 se creó el sitio marx.org a través de un proveedor de servicios de Internet (ISP) comercial, y se cambió el nombre por Marx/Engels Internet Archive (MEIA). La actividad de los voluntarios se intensificó pero surgió un conflicto con Zodiac que, a principios de 1998, decidió eliminar todos los textos que no fueran de Marx y Engels. En julio de 1998, los voluntarios transfirieron los archivos de marx.org a una web de nueva creación, la actual Marxists Internet Archive (marxists.org). Zodiac la cerró en 1999, pero en 2002 abandonó el dominio que fue comprado por MIA.
En 2017, el Marxists Internet Archive es un reconocido repositorio para autores marxistas y no marxistas, y está en la lista del catálogo mundial WorldCat.